# 吉里奧·薩比
吉里奧·薩比（義大利語：Giulio Sabbi；1989年8月10日—）是一位意大利排球運動員。他是意大利國家男子排球隊的一員。他現在效力於盧比排球俱樂部。